# ستيف باير
ستيفن إيرل باير (بالإنجليزية: Stephen Earle Buyer)‏ (ولد في 26 نوفمبر 1958) الممثل السابق للمقاطعة الرابعة في ولاية إنديانا في مجلس النواب الأمريكي وكان سابقا في ممثل المقاطعة الخامسة من 1993 حتى 2011. في عام 2012 بدأ باير العمل لر. ج. رينولدز من أجل التشجيع على استخدام التبغ الذي لا يدخن. ينتمي إلى الحزب الجمهوري. باير يحمل رتبة عقيد في جيش الولايات المتحدة الاحتياطي.
في 29 يناير 2010 أعلن باير أنه لن يترشح لفترة عاشرة في مجلس النواب مفضلا قضاء المزيد من الوقت مع زوجته المريضة بالمناعة الذاتية المستعصية. في يناير 2011 أصبح باير عضو في جماعات الضغط لصالح شركة ماكيسون.
خلال حرب الخليج الثانية (1990-1991) الذي تمت ترقيته لاحقا إلى رتبة مقدم أمضى خمسة أشهر في الخدمة الفعلية بتقديم المشورة القانونية للقادة واستجواب أسرى الحرب العراقيين.